# جوتا (لاعب كرة قدم مواليد 1999)
جواو بيدرو نيفيز فيليبي يُعرف باسم جوتا (بالبرتغالية: Jota Filipe) هو لاعب كرة قدم برتغالي في مركز الهجوم يلعب مع نادي سلتيك، ولد في 30 مارس 1999 في لشبونة في البرتغال. لعب مع نادي بنفيكا ونادي الاتحاد.

## وصلات خارجية
- جواو فيليبي على موقع الاتحاد الأوربي (الإنجليزية)
- جواو فيليبي على موقع قاعدة بيانات كرة القدم.إي يو (الإنجليزية)
- جواو فيليبي على موقع ليكيب (الفرنسية)
- جواو فيليبي على موقع Soccerbase.com (لاعب) (الإنجليزية)
- جواو فيليبي على موقع Soccerway.com (الإنجليزية)
- جواو فيليبي على موقع عالم كرة القدم.نت (الإنجليزية)